# 障子

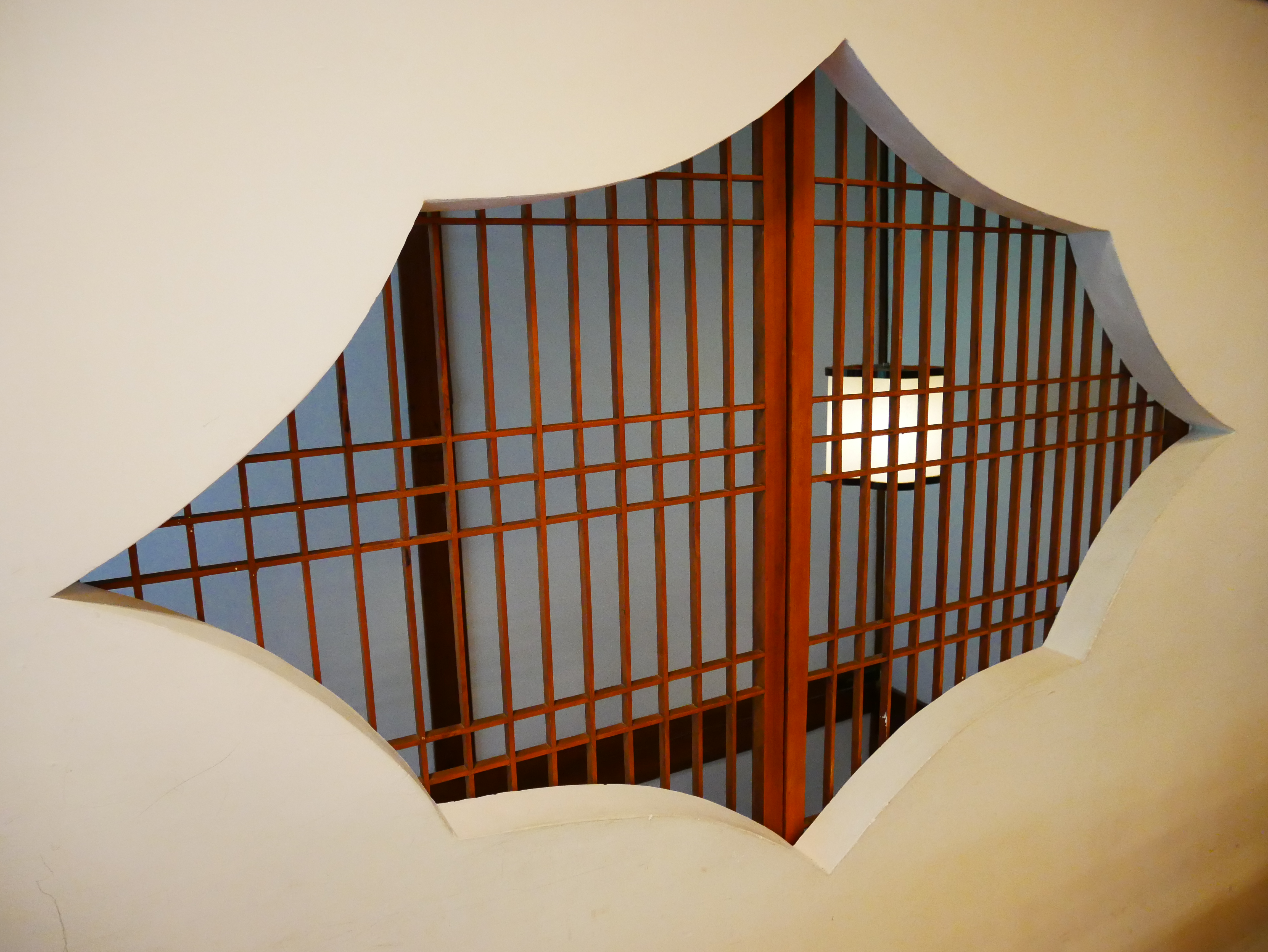
北投文物館大廣間障子窗

障子（日语：／ Shōji），是一種在日式房屋之中作為隔間使用的橫拉門，可分為有木製格子框的格子障子和只有木外框的襖障子兩大類。在公寓的和室之中，格子障子也被與玻璃窗搭配使用以取代窗簾。雖然該種窗門在現代日本已逐漸少見，但在日式旅館、日本料理店和寺院等地仍可見到障子被使用於分隔空間。